# ۱۹۱۵

## رویدادها
- ۲۴ آوریل - دستگیری و قتل‌عام مشاهیر ارمنی در استانبول و آغاز نسل‌کشی ارمنی‌ها و تبعید ارمنیان از ارمنستان غربی توسط دولت عثمانی، (ترکان جوان)
- ۷ فوریه - جنگ جهانی اول: آغاز نبردهای مازوری

## زادروزها
- ۹ ژانویه – آنیتا لوئیس، بازیگر آمریکایی (د. ۱۹۷۰)
- ۲۰ ژانویه – غلام اسحاق خان، سیاست‌مدار پاکستانی (د. ۲۰۰۶)
- ۲۳ ژانویه – آرتور لوئیس، اقتصاددان بریتانیایی (د. ۱۹۹۱)
- ۲۴ ژانویه – رابرت مادرول، نقاش آمریکایی (د. ۱۹۹۱)
- ۵ فوریه – رابرت هافستاتر، فیزیک‌دان آمریکایی (د. ۱۹۹۰)
- ۲۱ فوریه – ان شرایدن، بازیگر آمریکایی (د. ۱۹۶۷)
- ۱۹ مارس – پاتریشیا موریسون، بازیگر آمریکایی
- ۳۱ مارس – آلبرت حورانی، تاریخ‌نگار بریتانیایی (د. ۱۹۹۳)
- ۳ آوریل – پیت دی یانگ، سیاست‌مدار هلندی (د. ۲۰۱۶)
- ۷ آوریل – بیلی هالیدی، خواننده آمریکایی (د. ۱۹۵۹)
- ۲۱ آوریل – آنتونی کوئین، کارگردان، بازیگر، نویسنده، و مجسمه‌ساز آمریکایی (د. ۲۰۰۱)
- ۱۶ مه – ماریو مونیچلی، فیلمنامه‌نویس، بازیگر، و کارگردان ایتالیایی (د. ۲۰۱۰)
- ۱ ژوئن – جان رندولف (هنرپیشه)، بازیگر آمریکایی (د. ۲۰۰۴)
- ۴ ژوئن – مودیبو کیتا، سیاست‌مدار آمریکایی (د. ۱۹۷۷)
- ۹ ژوئن – لس پال، گیتاریست آمریکایی (د. ۲۰۰۹)
- ۱۲ ژوئن – دیوید راکفلر
- ۲۴ ژوئن – فرد هویل، فیلمنامه‌نویس و ستاره‌شناس بریتانیایی (د. ۲۰۰۱)
- ۲۸ ژوئن – دیوید هانی‌بوی ادواردز، گیتاریست و خواننده آمریکایی (د. ۲۰۱۱)
- ۱۵ ژوئیه – آلبرت گیورسو، فیزیک‌دان آمریکایی (د. ۲۰۱۰)
- ۱۹ اوت – رینگ لاردنر جونیور، فیلمنامه‌نویس آمریکایی (د. ۲۰۰۰)
- ۲۷ اوت – نورمن فاستر رمزی، فیزیک‌دان آمریکایی (د. ۲۰۱۱)
- ۱۵ سپتامبر – هلموت شون، بازیکن فوتبال آلمانی (د. ۱۹۹۶)
- ۲۲ اکتبر – اسحاق شامیر، سیاست‌مدار و دیپلمات اسرائیلی (د. ۲۰۱۲)
- ۲۴ اکتبر – باب کین، هنرمند، نویسنده، و نقاش آمریکایی (د. ۱۹۹۸)
- ۱۱ نوامبر – ویلیام پروکسیمایر، سیاست‌مدار آمریکایی
- ۲۵ نوامبر – آگوستو پینوشه، افسر و سیاست‌مدار شیلیایی
- ۲۹ نوامبر – یوجین پلی، مهندس آمریکایی (د. ۲۰۱۲)
- ۷ دسامبر – ایلای والاک، بازیگر آمریکایی
- ۸ دسامبر – ارنست لمان، فیلمنامه‌نویس آمریکایی
- ۱۲ دسامبر – فرانک سیناترا، صداپیشه، موسیقی‌دان، بازیگر، و خواننده آمریکایی
- ۱۳ دسامبر – راس مک‌دانلد، نویسنده آمریکایی
- ۲۱ دسامبر – ورنر وان ترپ، خواننده اتریشی
- ۲۲ دسامبر – باربارا بیلینگزلی، بازیگر آمریکایی
- ۲۷ دسامبر – گیولا زنگلر، بازیکن فوتبال اهل مجارستان

## درگذشت‌ها
- ۱۶ آوریل – نلسون دابلیو. آلدریچ، سیاست‌مدار آمریکایی (ز. ۱۸۴۱)
- ۲ ژوئیه – پورفیریو دیاس، سیاست‌مدار مکزیکی (ز. ۱۸۳۰)
- ۲۶ اوت – جان بانی، بازیگر آمریکایی (ز. ۱۸۶۳)
- ۱۱ سپتامبر – ویلیام اسپراگ چهارم، سیاست‌مدار آمریکایی (ز. ۱۸۳۰)
- ۲۳ اکتبر – وی گ گریس، بازیکن کریکت بریتانیایی (ز. ۱۸۴۸)
- ۳۰ اکتبر – چارلز تاپر، سیاست‌مدار، وکیل، و دیپلمات کانادایی (ز. ۱۸۲۱)